# شوتور-نهونته دوم
شوتور ناهونته شاه نو عیلامی در سال ۷۰۷ پیش از میلاد به تخت سلطنت عیلام نشست. وی پسر خواهر شاه هومبان-نیکاش و فرزند فرد ناشناسی به نام ایندادا بود.
وی بجای لقب پر افتخار و قدیمی «شاه شوش و انشان» خود را «وسعت بخشنده پادشاهی» عیلام نامید.

### شوتروک ناهونته دوم (Shutruk-Nakhkhunte)
شوتور ناهونته خود را فرزند شوتروکی‌ها می‌دانست و پس از مدتی به یادگار شاه بزرگ سلسله شوتروکی یعنی شوتروک ناهونته خود را شوتروک ناهونته دوم نامید، این لقب در خود عیلام و همچنین در بابل چندان مورد استقبال قرار نگرفت اما آشوری‌ها وی را به این لقب شناختند.